# 布雷頓島
66°48′S 141°23′E / 66.800°S 141.383°E
布雷頓島（Breton Island），是南極洲的島嶼，位於阿黛利地，處於昂珀勒爾島西南面0.4公里，在1950年由法國探險隊繪入地圖，現時由南極條約體系管理。